# Матч всех звёзд НХЛ 1957
11-й матч матч всех звёзд НХЛ прошел 5 октября 1957 года в Монреале.
«Звёзды» переиграли «Канадиэнс» благодаря голам Горди Хоу («Детройт Ред Уингз») и Дина Прентиса («Нью-Йорк Рейнджерс») в третьем периоде.